# Colby Minifie
Colby Minifie (New York, 31 januari 1992) is een Amerikaans actrice. Ze speelde in diverse films en series, waaronder The Greatest, The Boys en Fear the Walking Dead.

## Filmografie

### Film
- 2009: The Greatest, als Latent
- 2009: The Winning Season, als tiener
- 2010: Beware the Gonzo, als Melanie
- 2012: Camilla Dickinson, als Louisa
- 2013: Deep Powder, als Snack
- 2016: Don't Think Twice, Audience Neil
- 2017: Submission, als Ruby
- 2018: Radium Girls, als Doris
- 2020: I'm Thinking of Ending Things, als Yvonne
- 2020: Victor in Paradise, als Sheila
- 2021: Homebody, als Melanie
- 2022: Lemons, als Maisie Lemons
- 2025: The Surrender, als Megan
- 2025: Lovebug, als Candy

### Televisie
- 2009: Law & Order, als Sarah
- 2011: Glee, als jonge Sue Sylvester
- 2011: Eden, als Sue
- 2012: Nurse Jackie, als Blithe
- 2013: Law & Order: Special Victims Unit, als Lindsay Bennett
- 2013: The Blacklist, als meisje in de trein
- 2014: The Michael J. Fox Show, als Margot
- 2014: Black Box, als Maddy Temko
- 2015: Jessica Jones, als Robyn
- 2018: Dietland, als Jasmine
- 2018: The Marvelous Mrs. Maisel, als Ginger
- 2019: Blindspot, als Ginny Kelling
- 2019-2024: The Boys, als Ashley Barrett
- 2019-2021: Fear the Walking Dead, als Virginia
- 2019: Fear the Walking Dead: The Althea Tapes, als Virginia
- 2022: The Boys Presents: Diabolical, als Ashley Barrett
- 2023: Gen V, als Ashley Barrett

## Theater
- 2005: The Pillowman, als Girl/Boy understudy
- 2012: Close Up Space, als Harper
- 2014: Punk Rock, als Lilly
- 2016: Long Day's Journey into Night, als Cathleen
- 2017: Six Degrees of Separation, als Tess